# Muzea w Warszawie
Muzea w Warszawie – publiczne i prywatne muzea działające obecnie lub w przeszłości na terenie miasta stołecznego Warszawy.

## Historia
Pierwsze muzeum na terenie obecnej Warszawy zostało otwarte 5 sierpnia 1805 w pałacu w Wilanowie. Stanisław Kostka Potocki udostępnił wtedy odwiedzającym zgromadzone przez siebie zbiory malarstwa, sztuki starożytnej, sztuki orientalnej i rzemiosła artystycznego. Było to drugie muzeum na ziemiach polskich (po otwartym w 1801 muzeum w Puławach).
W 1938 w mieście czynnych było 29 publicznych muzeów. W 1977 ich liczba wynosiła 30.

## Muzea

### Muzea biograficzne
| Muzeum                                         | Adres                         | www                      | Uwagi                                                                |
| Izba Pamięci Marii Kownackiej                  | ul. Słowackiego 5/13 m.74     | koszykowa.pl             | Oddział MKD                                                          |
| Muzeum Władysława Broniewskiego                | ul. J. Dąbrowskiego 51        | muzeumliteratury.pl      | Oddział ML                                                           |
| Muzeum Fryderyka Chopina (MFC)                 | ul. Okólnik 1                 | chopin.museum            | –                                                                    |
| Muzeum Marii Dąbrowskiej                       | ul. Progi 1 m. 13             | muzeumliteratury.pl      | Oddział ML                                                           |
| Muzeum Jana Pawła II i Prymasa Wyszyńskiego    | ul. Prymasa Augusta Hlonda 1  | mt514.pl                 | –                                                                    |
| Izba Pamięci Generała Kuklińskiego             | ul. Kanonia 20/22             | www.generalkuklinski.com | –                                                                    |
| Muzeum Błogosławionego ks. Jerzego Popiełuszki | ul. kard. St. Hozjusza 2      | muzeumkspopieluszki.pl   | W podziemiach kościoła św. Stanisława Kostki                         |
| Muzeum gen. Władysława Sikorskiego             | ul. Turecka 3                 | –                        | Izba Pamięci w siedzibie Zarządu Rejonu Warszawa-Mokotów ZK RP i BWP |
| Muzeum Sue Ryder                               | plac Unii Lubelskiej          | fundacjasueryder.pl      | W rogatce mokotowskiej                                               |
| Muzeum Marii Skłodowskiej-Curie                | ul. Freta 16                  | www.mmsc.pl              | –                                                                    |
| Muzeum Andrzeja Struga                         | al. Niepodległości 210 m. 10a | muzeumliteratury.pl      | Oddział ML                                                           |
| Muzeum św. Zygmunta Felińskiego                | ul. Żelazna 97                | muzeumfelinskiego.pl     | W pałacu Bogusławskiego                                              |

### Muzea historyczne
| Muzeum                                                                              | Adres                             | www                            | Uwagi |
| Barbakan                                                                            | ul. Nowomiejska                   | muzeumwarszawy.pl              | Stała wystawa czynna MW w sezonie letnim |
| Centrum Interpretacji Zabytku                                                       | ul. Brzozowa 11/13                | ciz.muzeumwarszawy.pl          | Oddział MW |
| Centrum Spotkania z Europą                                                          | ul. Jasna 14/16a                  | visiting.europarl.europa.eu    | W siedzibie Biura Parlamentu Europejskiego |
| Centrum Pieniądza NBP im. Sławomira S. Skrzypka                                     | ul. Świętokrzyska 11/21           | www.cpnbp.pl                   | W siedzibie centrali Narodowego Banku Polskiego |
| Dział Starej Książki Medycznej Głównej Biblioteki Lekarskiej im. Stanisława Konopki | ul. Jazdów 1A                     | www.gbl.waw.pl                 | – |
| Gabinet Numizmatyczny Mennicy Polskiej                                              | ul. Waliców 11                    | www.mennica.com.pl             | Nieczynne do odwołania |
| Izba Tradycji Tramwajów Warszawskich                                                | ul. J.P. Woronicza 27             |                                | Na terenie zajezdni R-3 Mokotów |
| Muzeum Adwokatury Polskiej                                                          | ul. Świętojerska 16               | www.nra.pl                     | W siedzibie Naczelnej Rady Adwokackiej |
| Muzeum Akademii Sztuk Pięknych w Warszawie                                          | ul. Krakowskie Przedmieście 5     | muzeum.asp.waw.pl              | – |
| Muzeum Cechu Rzemiosł Skórzanych im. Jana Kilińskiego                               | ul. Wąski Dunaj 10                | www.cechjanakilinskiego.waw.pl | – |
| Muzeum Harcerstwa                                                                   | ul. Konopnickiej 6                | muzeumharcerstwa.pl            | – |
| Muzeum Historii Medycyny Warszawskiego Uniwersytetu Medycznego                      | ul. Żwirki i Wigury 63            | muzeum.wum.edu.pl              | – |
| Muzeum Historii Pielęgniarstwa                                                      | ul. Żelazna 59                    | woipip.pl                      | W siedzibie Warszawskiej Okręgowej Izbie Pielęgniarek i Położnych |
| Muzeum Historii Polski                                                              | ul. Gwardii 1                     | www.muzhp.pl                   | Siedziba główna w Cytadeli Warszawskiej, brak ekspozycji stałej |
| Muzeum Historii Polskiego Ruchu Ludowego                                            | al. Wilanowska 204                | www.mhprl.pl                   | – |
| Muzeum Historii Spółdzielczości w Polsce                                            | ul. Jasna 1                       | www.krs.org.pl                 | W siedzibie Krajowej Rady Spółdzielczej |
| Muzeum Historii Żydów Polskich Polin                                                | ul. Anielewicza 6                 | polin.pl                       | – |
| Muzeum Niepodległości (MN)                                                          | al. „Solidarności” 62             | muzeum-niepodleglosci.pl       | – |
| Muzeum Nurkowania                                                                   | ul. Grzybowska 88                 | www.muzeumnurkowania.pl        | – |
| Muzeum Policji                                                                      | ul. Nowolipie 2                   |                                | W pałacu Mostowskich. Nieczynne do odwołania |
| Muzeum Politechniki Warszawskiej                                                    | ul. Nowowiejska 24                | www.muzeumpw.com.pl            | – |
| Muzeum Polskich Linii Lotniczych LOT                                                | ul. Komitetu Obrony Robotników 39 | -                              | W siedzibie PLL LOT S.A. |
| Muzeum Życia w PRL                                                                  | ul. Piękna 28/34                  | mzprl.pl                       | – |
| Muzeum Szkoły Głównej Gospodarstwa Wiejskiego                                       | ul. Nowoursynowska 161            |                                | – |
| Muzeum Uniwersytetu Warszawskiego                                                   | ul. Krakowskie Przedmieście 32    | www.muzeum.uw.edu.pl           | – |
| Muzeum Warszawskiej Pragi                                                           | ul. Ząbkowska 23/25               | muzeumpragi.pl                 | Oddział MW |
| Muzeum Warszawy (MW)                                                                | Rynek Starego Miasta 28/42        | muzeumwarszawy.pl              | |
| Muzeum Woli                                                                         | ul. Srebrna 12                    | muzeumwoli.muzeumwarszawy.pl   | Oddział MW |
| Muzeum Zgromadzenia Sióstr Matki Bożej Miłosierdzia                                 | ul. Żytnia 3/5                    | www.faustyna.pl                | W siedzibie Zgromadzenia Sióstr Matki Bożej Miłosierdzia |
| Ośrodek Dokumentacji i Badań Korczakianum                                           | ul. Jaktorowska 6                 | korczakianum.muzeumwarszawy.pl | Oddział MW |
| Państwowe Muzeum Archeologiczne                                                     | ul. Długa 52                      | www.pma.pl                     | – |
| Pałac Kultury i Nauki                                                               | pl. Defilad 1                     | pkin.pl                        | – |
| Muzeum Ursynowa                                                                     | ul. Barwna 8                      | ursynoteka.pl                  | W siedzibie filii Ursynoteki (Biblioteki Publicznej im. Juliana Ursyna Niemcewicza w Dzielnicy Ursynów m.st. Warszawy – Oddziale Zbiorów Regionalnych (Wypożyczalnia nr 127) |
| Zamek Królewski w Warszawie – Muzeum. Rezydencja Królów i Rzeczypospolitej          | plac Zamkowy 4                    | www.zamek-krolewski.pl         | W zespole muzeum również pałac Pod Blachą |
| Związek Powstańców Warszawskich                                                     | ul. Długa 22                      | www.powstanie1944.pl           | Wystawa stała w siedzibie Związku |
| Żydowski Instytut Historyczny                                                       | ul. Tłomackie 3/5                 | www.jhi.pl                     | – |

### Muzea literackie
| Muzeum                                       | Adres                   | www                 | Uwagi                                                                    |
| Muzeum Książki Dziecięcej                    | plac Hallera 5          | koszykowa.pl        | Dział specjalny i czytelnia naukowa Biblioteki Publicznej m.st. Warszawy |
| Muzeum Literatury im. Adama Mickiewicza (ML) | Rynek Starego Miasta 20 | muzeumliteratury.pl | –                                                                        |

### Muzea techniczne
| Muzeum                                                         | Adres                                                              | www                                | Uwagi                                                        |
| Centrum Edukacji i Historii Warszawskiej Straży Pożarnej       | ul. Marcinkowskiego 2                                              | –                                  | –                                                            |
| Centrum Nauki Kopernik                                         | ul. Wybrzeże Kościuszkowskie 20                                    | www.kopernik.org.pl                | –                                                            |
| Fotoplastikon Warszawski                                       | Al. Jerozolimskie 51                                               | fotoplastikonwarszawski.pl         | Oddział MPW                                                  |
| Narodowe Muzeum Techniki w Warszawie                           | pl. Defilad 1                                                      | nmt.waw.pl                         | nieczynne do odwołania                                       |
| Historyczne zbiory metrologiczne Głównego Urzędu Miar          | ul. Elektoralna 2                                                  | www.gum.gov.pl                     | Po telefonicznym umówieniu się                               |
| Muzeum Drukarstwa                                              | ul. Ząbkowska 23/25                                                | muzeumdrukarstwa.muzeumwarszawy.pl | Siedziba tymczasowa Oddział MW                               |
| Muzeum Fabryka Czekolady E. Wedel                              | al. E. Wedla 5                                                     | fabrykaczekolady.pl                | W siedzibie spółki Lotte Wedel                               |
| Muzeum Farmacji im. mgr Antoniny Leśniewskiej                  | ul. Piwna 31/33                                                    | muzeumfarmacji.muzeumwarszawy.pl   | Oddział MW                                                   |
| Muzeum Fabryki Norblina                                        | ul. Żelazna 51/53                                                  | muzeumfabrykinorblina.pl           | –                                                            |
| Muzeum Gazownictwa                                             | ul. Kasprzaka 25                                                   | –                                  | –                                                            |
| Muzeum Kowalstwa                                               | ul. Przy Grobli 84                                                 | muzeumkowalstwa.pl                 | Otwarte w Noc Muzeów oraz po uzgodnieniu                     |
| Muzeum Modniarstwa i Naparstków Porthos                        | al. gen. Antoniego Chruściela „Montera” 103/ul. Emilii Gierczak 24 | porthos.com.pl                     | –                                                            |
| Muzeum Polskiej Wódki                                          | pl. Konesera 1                                                     | muzeumpolskiejwodki.pl             | Na terenie Centrum Praskiego Koneser                         |
| Muzeum Świat Iluzji                                            | Rynek Starego Miasta 21                                            | museumworldofillusion.com          | –                                                            |
| Muzeum Warszawskiego Przedsiębiorstwa Geodezyjnego             | ul. Biograficzna 2                                                 | muzeum.wpg.com.pl                  | –                                                            |
| Muzeum Wodociągów i Kanalizacji                                | ul. Koszykowa 81                                                   | mpwik.com.pl                       | W budynku technicznym nr 2 na terenie Zespołu Stacji Filtrów |
| Muzeum Wódki                                                   | ul. Wierzbowa 11                                                   | muzeumwodki.pl                     | –                                                            |
| Muzeum ZPC Ursus                                               | ul. Posag 7 Panien 8A                                              | –                                  | –                                                            |
| Neon Muzeum                                                    | pl. Defilad 1                                                      | neonmuzeum.org                     | W Pałacu Kultury i Nauki                                     |
| Sala Edukacyjna Towarzystwa Marii Skłodowskiej-Curie w Hołdzie | ul. Wawelska 15                                                    |                                    | –                                                            |
| Pontiseum                                                      | ul. Instytutowa 1                                                  | ibdim.edu.pl                       | Na terenie Instytutu Badawczego Dróg i Mostów                |
| Stacja Muzeum                                                  | ul. Towarowa 3                                                     | stacjamuzeum.pl                    | –                                                            |
| Warszawskie Muzeum Chleba                                      | ul. Jadowska 2                                                     | www.warszawskie-muzeum-chleba.pl   | Nieczynne do odwołania                                       |

### Muzea artystyczne
| Muzeum                                                                                      | Adres                            | www                        | Uwagi                  |
| Biblioteka, Muzeum i Archiwum Warszawskiego Towarzystwa Muzycznego im. Stanisława Moniuszki | ul. Zakroczymska 2               | www.wtm.org.pl             | –                      |
| Łazienki Królewskie (ŁK)                                                                    | ul. Agrykola 1                   | www.lazienki-krolewskie.pl | –                      |
| Melt Museum                                                                                 | pl. Powstańców Warszawy 2a       | meltmuseum.com             | –                      |
| Muzeum Archidiecezji Warszawskiej                                                           | ul. Dziekania 1                  | maw.art.pl                 | –                      |
| Muzeum im. Bolesława Biegasa                                                                | Al. Jerozolimskie 51             | biegas.com.pl              | –                      |
| Muzeum Domków Lalek, Gier i Zabawek                                                         | ul. Podwale 15                   | www.muzeumdomkow.pl        |                        |
| Muzeum Ikon                                                                                 | ul. Lelechowska 5                |                            | Oddział MWMP           |
| Muzeum Jazzu                                                                                | ul. Konopnickiej 6               | www.muzeumjazzu.pl         | –                      |
| Muzeum Karykatury im. Eryka Lipińskiego                                                     | ul. Kozia 11                     | www.muzeumkarykatury.pl    | –                      |
| Muzeum Kolekcji im. Jana Pawła II                                                           | plac Bankowy 1                   | mkjp2.pl                   | –                      |
| Muzeum Narodowe w Warszawie (MNW)                                                           | Al. Jerozolimskie 3              | www.mnw.art.pl             | –                      |
| Muzeum Pałacu Króla Jana III w Wilanowie                                                    | ul. St. Kostki Potockiego 10/16  | www.wilanow-palac.art.pl   | –                      |
| Muzeum Plakatu w Wilanowie                                                                  | ul. St. Kostki Potockiego 10/16  | www.postermuseum.pl        | Oddział MNW            |
| Muzeum Rzemiosł Artystycznych i Precyzyjnych                                                | ul. Piekarska 20                 | www.rzemieslnicywawa.pl    | nieczynne do odwołania |
| Muzeum Rzeźby im. Xawerego Dunikowskiego w Królikarni                                       | ul. Puławska 113a                | www.krolikarnia.mnw.art.pl | Oddział MNW            |
| Muzeum Sztuki Dziecka                                                                       | ul. Czarnieckiego 51             | www.muzeumsztukidziecka.pl | –                      |
| Muzeum Sztuki Nowoczesnej                                                                   | ul. Marszałkowska 103            | www.artmuseum.pl           |                        |
| Muzeum Teatralne                                                                            | plac Teatralny 1                 | www.teatrwielki.pl         | –                      |
| Muzeum Warszawskiej Metropolii Prawosławnej (MWMP)                                          | ul. Świętych Cyryla i Metodego 4 | ckp.warszawa.pl            |                        |

### Muzea etnograficzne
| Muzeum                                          | Adres                  | www                      | Uwagi                                                 |
| Muzeum Azji i Pacyfiku im. Andrzeja Wawrzyniaka | ul. Solec 24           | www.muzeumazji.pl        | –                                                     |
| Muzeum dla Dzieci                               | ul. Kredytowa 1        | www.muzeumdladzieci.pl   | Dział PME                                             |
| Muzeum Prywatne Diabła Polskiego „Przedpiekle”  | ul. Bukowińska 26 m. 3 | www.diabelpolski.eu      | –                                                     |
| Państwowe Muzeum Etnograficzne (PME)            | ul. Kredytowa 1        | www.ethnomuseum.pl       | W dawnej siedzibie Towarzystwa Kredytowego Ziemskiego |
| Salezjańskie Muzeum Misyjne                     | ul. Korowodu 20        | www.muzeum.salezjanie.pl | –                                                     |

### Muzea martyrologiczne
| Muzeum                                  | Adres                     | www                      | Uwagi                           |
| Cele Bezpieki                           | Al. Ujazdowskie 11        | 1944.pl                  | Oddział MPW                     |
| Mauzoleum Walki i Męczeństwa            | al. Szucha 25             | muzeum-niepodleglosci.pl | Oddział MN                      |
| Muzeum Katyńskie                        | ul. Jana Jeziorańskiego 4 | muzeumkatynskie.pl       | Cytadela Warszawska Oddział MWP |
| Muzeum Powstania Warszawskiego (MPW)    | ul. Grzybowska 79         | www.1944.pl              | –                               |
| Muzeum Więzienia Pawiak                 | ul. Dzielna 24/26         | muzeum-niepodleglosci.pl | Oddział MN                      |
| Muzeum X Pawilonu Cytadeli Warszawskiej | ul. Skazańców 25          | muzeum-niepodleglosci.pl | Cytadela Warszawska Oddział MN  |

### Muzea przyrodnicze
| Muzeum                                                                                  | Adres                    | www                    | Uwagi                                                    |
| Muzeum Ewolucji Instytutu Paleobiologii PAN                                             | plac Defilad 1           | www.muzewol.pan.pl     | –                                                        |
| Muzeum Geologiczne Państwowego Instytutu Geologicznego–Państwowego Instytutu Badawczego | ul. Rakowiecka 4         | www.pgi.gov.pl         | –                                                        |
| Muzeum Łowiectwa i Jeździectwa                                                          | ul. Szwoleżerów 9        | www.muzeum.warszawa.pl | –                                                        |
| Muzeum i Instytut Zoologii Polskiej Akademii Nauk                                       | ul. Twarda 51/55         | www.miiz.waw.pl        | –                                                        |
| Muzeum Geologiczne im. Stanisława Józefa Thugutta                                       | ul. Żwirki i Wigury 93   | geo.uw.edu.pl          | W siedzibie Wydziału Geologii Uniwersytetu Warszawskiego |
| Muzeum Ziemi PAN                                                                        | al. Na Skarpie 20/26, 27 | www.mz.pan.pl          | –                                                        |

### Muzea wojskowe
| Muzeum                                                                        | Adres                         | www               | Uwagi                               |
| Muzeum Ordynariatu Polowego                                                   | ul. Długa 13/15               |                   | W katedrze polowej Wojska Polskiego |
| Muzeum Polskiej Techniki Wojskowej                                            | ul. Powsińska 13              | www.muzeumwp.pl   | Oddział MWP                         |
| Muzeum Wojska Polskiego (MWP)                                                 | ul. Gwardii 4                 | www.muzeumwp.pl   | –                                   |
| Sala Tradycji im. gen. broni Henryka Minkiewicza Dowództwa Garnizonu Warszawa | plac marsz. J. Piłsudskiego 4 | www.dgw.wp.mil.pl | –                                   |

### Muzea i obiekty sportowe
| Muzeum                                  | Adres                       | www                        | Uwagi                  |
| Muzeum Boksu im. Feliksa Stamma         | plac Żelaznej Bramy 1       |                            | W Hali Gwardii         |
| Muzeum Legii Warszawa im. Wiktora Bołby | ul. Łazienkowska 3          | legia.com                  | –                      |
| Muzeum Sportu i Turystyki               | ul. Wybrzeże Gdyńskie 4     | www.muzeumsportu.waw.pl    | –                      |
| Stadion Narodowy                        | al. ks. J. Poniatowskiego 1 | www.stadionnarodowy.org.pl | Cztery trasy do wyboru |
| Stadion Wojska Polskiego                | ul. Łazienkowska 3          | legia.com                  | Trzy trasy do wyboru   |

### Muzea wirtualne
| Muzeum                                    | Adres | www                          | Uwagi |
| Muzeum Utracone                           | –     | muzeumutracone.pl            | –     |
| Wirtualne Muzeum Biblioteki Sejmowej      | –     | wirtualnemuzeum.sejm.gov.pl/ | –     |
| Wirtualne Muzeum Pielęgniarstwa Polskiego | –     | www.wmpp.org.pl              | –     |

### Muzea w budowie
| Muzeum                                                 | Adres                               | www             | Uwagi                                                          |
| Muzeum Żołnierzy Wyklętych i Więźniów Politycznych PRL | ul. Rakowiecka 37                   | rakowiecka37.pl | Na terenie Aresztu Śledczego Warszawa-Mokotów                  |
| Muzeum Getta Warszawskiego                             | ul. Zielna 39 (siedziba tymczasowa) | 1943.pl         | W kompleksie dawnego Szpitala Dziecięcego Bersohnów i Baumanów |